# Edwardsomyia chiloensis
Edwardsomyia chiloensis är en tvåvingeart som beskrevs av Alexander 1929. Edwardsomyia chiloensis ingår i släktet Edwardsomyia och familjen småharkrankar. Inga underarter finns listade i Catalogue of Life.